# Secantsgraben, Milde und Biese
Secantsgraben, Milde und Biese bezeichnet ein FFH-Gebiet in den Städten Gardelegen, Kalbe (Milde) und Bismark (Altmark) im Altmarkkreis Salzwedel und den Städten Osterburg (Altmark) und Seehausen (Altmark) und der Gemeinde Altmärkische Wische im Landkreis Stendal in Sachsen-Anhalt.

## Allgemeines
Das FFH-Gebiet umfasst flächenhafte Teile mit einer Gesamtgröße von circa 115 Hektar sowie linienhaften Teilen mit einer Gesamtlänge von circa 366 Kilometern (beim Bundesamt für Naturschutz ist die Größe des FFH-Gebietes mit 472 Hektar angegeben). Südlich von Bismark (Altmark) überlagert es sich mit dem Landschaftsschutzgebiet „Uchte-Tangerquellen und Waldgebiete nördlich Uchtspringe“, bei Osterburg (Altmark) mit dem Landschaftsschutzgebiet „Ostrand der Arendseer Hochfläche“ und nordwestlich bzw. südwestlich von Bismark (Altmark) mit dem EU-Vogelschutzgebiet „Milde-Niederung/Altmark“. Bei Osterburg (Altmark) grenzt es an das FFH-Gebiet „Uchte unterhalb Goldbeck“, bei Seehausen (Altmark) an das größtenteils als Naturschutzgebiet „Aland-Elbe-Niederung“ ausgewiesene FFH-Gebiet „Aland-Elbe-Niederung nördlich Seehausen“ (das Naturschutzgebiet umfasst dabei auch einen kleinen Teil des FFH-Gebietes „Secantsgraben, Milde und Biese“) und an das Landschaftsschutzgebiet „Aland-Elbe-Niederung“. Das FFH-Gebiet ist durch die Landesverordnung zur Unterschutzstellung der Natura 2000-Gebiete im Land Sachsen-Anhalt (N2000-LVO LSA) seit dem 21. Dezember 2018 rechtlich gesichert. Zuständige untere Naturschutzbehörden sind die Landkreise Altmarkkreis Salzwedel und Stendal.

## Beschreibung
Das FFH-Gebiet erstreckt sich entlang des Secantsgrabens, der Milde, der Biese und des Alands und schließt in seinem südlichen Bereich südlich von Bismark (Altmark), südlich und südöstlich von Kalbe (Milde) und nordöstlich von Kalbe (Milde) bzw. nordwestlich von Bismark (Altmark) zahlreiche Grabensysteme mit ein.
Die Fließgewässer werden von verschiedenen Wasserpflanzen besiedelt, darunter Schmalblättriger Merk, Brunnenkresse, Sumpfwasserstern, Kammlaichkraut, Durchwachsenes Laichkraut, Schwimmendes Laichkraut, Pfeilkraut, Einfacher Igelkolben, Blauer Wasserehrenpreis und Schwanenblume. In langsam fließenden bis stehenden Gewässerabschnitten siedeln unter anderem Froschbiss, Spiegelndes Laichkraut, Spreizender Wasserhahnenfuß und Seekanne.
Die Gewässer werden abschnittsweise von Gehölzen bzw. feuchten Hochstaudenfluren begleitet. Die Hochstaudenfluren werden beispielsweise von Wasserdost, Zottigem Weidenröschen, Zaunwicke, Blutweiderich, Knotiger Braunwurz und Waldsimse aufgebaut. Daran schließen sich teilweise Grünländer an, ebenso wie auch in den flächigen Bereichen des FFH-Gebietes. Diese sind nur kleinflächig artenreich ausgebildet. Hier siedeln dann Wiesenfuchsschwanz, Rasenschmiele, Rotschwingel, Wiesenrispengras, Herbstlöwenzahn, Scharfer Hahnenfuß, Vogelwicke, Kuckuckslichtnelke und Sumpfschafgarbe. Kleinflächig sind auch bewaldete Bereiche in das FFH-Gebiet einbezogen, darunter auch mit Eichen-Hainbuchenwald bestandene Bereiche, die aus Stieleiche und Hainbuche aufgebaut sind. In der Strauchschicht stocken Hasel, Gewöhnlicher Spindelstrauch, Gewöhnliche Traubenkirsche, Roter Hartriegel und Waldgeißblatt. Die Krautschicht wird aus Großer Sternmiere, Buschwindröschen, Winkelsegge, Breitblättriger Stendelwurz, Waldflattergras und Vielblütiger Weißwurz gebildet.
Das Gebiet ist Wanderkorridor für Biber und Fischotter. Die Gewässer beherbergen Vorkommen von Moorfrosch, Laubfrosch, Kammmolch und Knoblauchkröte. Biese und Milde beherbergen in sandigen Abschnitten Vorkommen des Steinbeißers. Insbesondere die Grabensysteme bei Bismark (Altmark) und Kalbe (Milde) beherbergen Vorkommen des Schlammpeitzgers. Auch der Bitterling ist im FFH-Gebiet heimisch. Das FFH-Gebiet ist auch Lebensraum verschiedener Libellen, darunter Helmazurjungfer und Grüne Flussjungfer. Die feuchten Niederungen im Bereich der Grabensysteme sind wertvolle Lebensräume verschiedener Limikolen wie Kiebitz, Großer Brachvogel und Bekassine. Auch die Sumpfohreule ist hier heimisch. Das Gebiet ist auch Nahrungshabitat für den Weißstorch.